# Мало Црско
Мало Црско (мкд. Мало Црско) је насеље у Северној Македонији, у западном делу државе. Мало Црско припада општини Кичево.

## Географија
Насеље Мало Црско је смештено у западном делу Северне Македоније. Од најближег већег града, Кичева, насеље је удаљено 35 km јужно.
Мало Црско је једно од 4 села која чине горњи део Демир Хисара, који је у сливу реке Треске. Село је положено на јужним падинама планине Баба Сач, у сливу невелике Беличке реке, која се улива у реку Треску на северу. Надморска висина насеља је приближно 980 метара.
Клима у насељу је планинска због знатне надморске висине.

## Становништво
Мало Црско је према последњем попису из 2002. године имало 1 становника.
Већинско становништво су етнички Македонци (100%).
Претежна вероисповест месног становништва је православље.